# اورشپرینگن
اورشپرینگن (به آلمانی: Urspringen) یک شهر در آلمان است که در ماین-اشپسارت واقع شده‌است.